# Pranas Dovydaitis

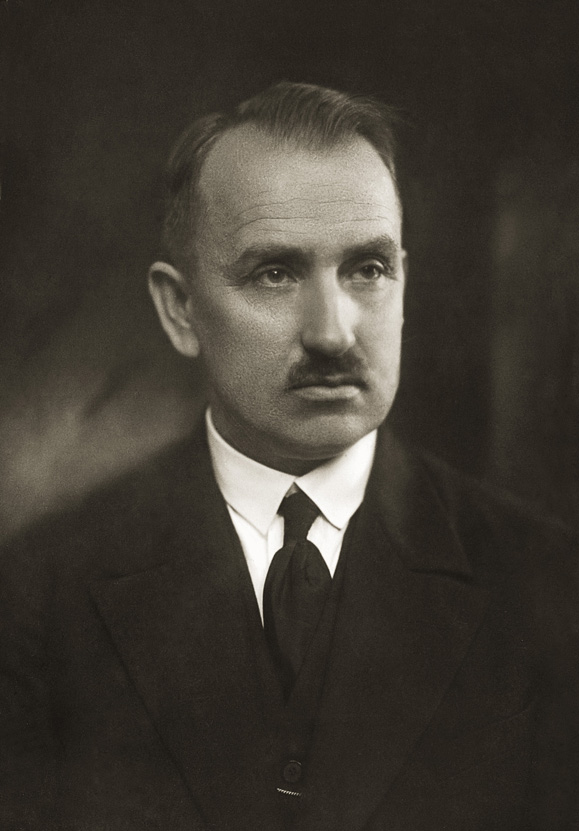
Pranas Dovydaitis.

Pranas Dovydaitis (2 de diciembre de 1886-4 de noviembre de 1942) fue un político lituano, también fue el primer ministro de Lituania, fue profesor, enciclopedista y editor. Formó parte de los veinte signatarios de la Declaración de Independencia de Lituania.